# Izabelów (województwo łódzkie)
Izabelów (do 2007 Izabelów Duży) – wieś w Polsce, położona w województwie łódzkim, w powiecie zduńskowolskim, w gminie Zduńska Wola. Do 2007 roku nosiła nazwę Izabelów Duży.
W latach 1975–1998 miejscowość administracyjnie należała do województwa sieradzkiego.
50,4% ludności stanowią kobiety, a 49,6% mężczyźni. Liczba ludności na 2021 rok to 1 035 osób.